# Gurbangeldi Batyrow
Gurbangeldi Batyrow (ur. 28 lipca 1988) – turkmeński piłkarz grający na pozycji środkowego pomocnika. Od 2018 roku jest zawodnikiem klubu Altyn Asyr Aszchabad.

## Kariera piłkarska
Swoją karierę piłkarską Batyrow rozpoczął w klubie Balkan Balkanabat, w którym w 2011 roku zadebiutował w pierwszej lidze turkmeńskiej. W sezonie 2011 wywalczył mistrzostwo kraju, a w sezonie 2012 zdobył z nim dublet - mistrzostwo oraz Puchar Turkmenistanu.
W połowie 2012 roku Batyrow został zawodnikiem Ýedigenu Aszchabad. W 2013 roku wywalczył z nim mistrzostwo Turkmenistanu.
W 2016 roku Batyrow przeszedł do Altyn Asyr Aszchabad. W 2018 roku wywalczył tytuł mistrza Turkmenistanu.

## Kariera reprezentacyjna
W reprezentacji Turkmenistanu Batyrow zadebiutował 24 października 2012 roku w wygranym 1:0 towarzyskim meczu z Wietnamem. W 2019 roku powołano go do kadry na Puchar Azji.